# فدور سلنتسو
فدور گریگوریویچ سلنتسو (روسی: Фёдор Григорьевич Солнцев) (متولد ۱۴ آوریل ۱۸۰۱ - درگذشته ۳ مارس ۱۸۹۲) نقاش و تاریخ‌نگار هنر اهل روسیه بود. آثار هنری وی سهم عمده ای در ثبت و حفظ فرهنگ قرون وسطایی روسیه داشت که موضوع مشترک نقاشی‌های او بود. وی نویسنده اصلی اثر بنیادین دولت روسیه و تزئین‌کننده اصلی فضای داخلی کاخ کرملین بزرگ در مسکو بود. وی موزاییک‌ها و نقاشی‌های دیواری کلیسای جامع و صومعه مقدس صوفیا و کلیسای جامع خوابگاه لاورای کیف پچرکسک کیف و کلیسای جامع مقدس دیمیتریوس را در ولادیمیر کشف و بازسازی کرد.
فدور سلنتسو، به همراه متروپولیتن فیلارت و فوتیوس اسپاسکی بنیانگذار کانون نوین شمایل‌نویسی روسی هستند که سنت‌های باستان روسی، تلاش‌های پس از پترین و اکتشافات هنر نوین را در نظر گرفته‌است.